# James Mitchell (mánager)
James Lamar Mitchell (nacido el 26 de febrero de 1965) es un mánager de lucha libre profesional estadounidense, conocido por sus apariciones con World Championship Wrestling (WCW) como James Vandenberg, Extreme Championship Wrestling (ECW) como The Sinister Minister y Total Nonstop Action Wrestling (TNA) bajo su propio nombre.

## Primeros años
Mitchell abandonó la escuela secundaria y finalmente obtuvo su GED ante la insistencia de su madrastra.

## Personaje
Mitchell admiró a los villanos de los cómics cuando creció; Para inspirarse en su personaje, Mitchell atribuye las cejas arqueadas a The Punisher en The Amazing Spider-Man (número 129); la barba rizada era una combinación de un demonio estereotipado y la Flecha Verde, y la risa era de la versión de César Romero del Joker y el Duende Verde. Mitchell dijo que el traje rojo que usó se inspiró en el traje rojo que usó Richard Pryor en su actuación de comedia en Richard Pryor: Live on the Sunset Strip.

## Carrera de lucha libre profesional

### Carrera temprana y Smoky Mountain Wrestling (1989-1995)
Mitchell luchó en las Carolinas y en Virginia antes de unirse a Smoky Mountain Wrestling (SMW). Mitchell, conocido como Daryl Van Horne, hizo su debut en SMW dirigiendo a Prince Kharis, una momia de 4.000 años. Mitchell dijo que tomó el nombre "Daryl Van Horne" del nombre del personaje de Jack Nicholson en la película The Witches of Eastwick. El truco fue un fracaso en la promoción y cayó después de solo unos meses. Van Horne pasó a administrar Kendo the Samurai (un truco de samurái enmascarado jugado en diferentes puntos por Tim Horner, Scott Antoly, Brian Logan, entre otros) por un breve tiempo antes de desaparecer de la promoción.
Mitchell fue despedido por Jim Cornette después de escuchar que Smokey Mountain Wrestling iba a cerrar debido a un problema familiar con Cornette; Mitchell dijo que llamó a todo el equipo de producción cuando estaba borracho y que, finalmente, Cornette le gritó por teléfono. 

### World Championship Wrestling (1997-1999)
Mitchell debutó en World Championship Wrestling (WCW) como James Vandenberg, el gerente de Mortis, un luchador enmascarado considerado un luchador de disparos de Taipéi que era una de las "rarezas raras" de Vandenberg. Mortis se peleó con Glacier en un ángulo titulado "Blood Runs Cold", y lo enfrentó en Uncensored el 16 de marzo de 1997 en su debut en PPV, que perdió. Después del combate, Wrath debutó, poniéndose del lado de Mortis y Vandenberg y atacando a Glacier. Glacier derrotó a Mortis en una revancha en Slamboree. el 18 de mayo, cuando Wrath interfirió en nombre de Mortis, provocando la descalificación; Glacier luego sufrió otra paliza después del partido antes de que Ernest "The Cat" Miller corriera hacia el ring para defenderlo. Los cuatro hombres pelearon entre sí durante las siguientes semanas, que culminaron en un partido en Bash at the Beach el 13 de julio, que fue ganado por Mortis y Wrath. Después de que Blood Runs Cold terminó oficialmente, Vandenberg continuó manejando a la pareja durante el resto de 1997 cuando Mortis y Wrath entraron en una pelea con The Faces of Fear que culminó con una victoria por pinfall en Fall Brawl. A principios de 1998, el grupo se dividió después de que Wrath fuera marginado por una lesión y Mortis se movió a un nuevo ángulo que involucraba a Raven y el rebaño.
Mitchell luego trató de hacer despegar un segmento de comentarios en WCW Saturday Night, titulado "El Odditorium de Vandenberg". Apareció ante la cámara de pie solo en un espacio con poca luz, discutiendo disputas actuales como la de Saturno y Glacier, siempre terminando el segmento con "Y podría estar equivocado. pero lo dudo". El segmento se eliminó silenciosamente después de unas semanas. Luego enviaron a Mitchell a casa y le pagaron por dos años hasta que se agotó su contrato.

### Extreme Championship Wrestling (2000-2001)
En 2000, debutó en Extreme Championship Wrestling (ECW) como un personaje sacerdote malvado sin nombre. Originalmente estaba planeado para manejar a Mike Awesome, pero en cambio comenzó un ángulo con Raven . El ángulo se abandonó cuando Raven fue a la WWF, y Mitchell fue posteriormente rebautizado como The Sinister Minister, un narrador de tacones para ECW en TNN, muy parecido al Crypt Keeper en Tales from the Crypt. Al debutar como mánager, la multitud lo aceptó sorprendentemente como un favorito de los fanáticos. Dirigió The Unholy Alliance (Yoshihiro Tajiri y Mikey Whipwreck) durante su pelea con los italianos de pura sangre. El 5 de noviembre de 2000 resultó herido en un accidente con una máquina de mano que se utilizaba para disparar bolas de fuego, que explotó y le voló un trozo de dedo.

### Total Nonstop Action Wrestling (2002-2004, 2005-2008)
Mitchell debutó en Total Nonstop Action Wrestling (TNA) el 19 de junio de 2002. El 30 de octubre, con el nombre de Father James Mitchell, regresó a TNA junto con Slash y Brian Lee, conocidos colectivamente como los Discípulos de la Nueva Iglesia. La Nueva Iglesia se peleó con los más buscados de Estados Unidos durante 2002.
En 2003, The New Church comenzó a pelear con Raven. El 5 de noviembre de 2003, Mitchell luchó contra Raven en un último combate de pie que fue ganado por Raven. A finales de 2003, Mitchell se unió a The Gathering, los antiguos protegidos de Raven.
Mitchell regresó a TNA el 1 de julio de 2005, alineándose con Abyss. Mitchell llevó a Abyss a victorias sobre Lance Hoyt en Sacrifice y Sabu en Genesis. En Turning Point el 11 de diciembre, Abyss perdió ante Sabu en un partido de alambre de púas.
En Genesis en 2006, Abyss ganó su primer Campeonato Mundial Peso Pesado de la NWA al derrotar a Sting. Las semanas posteriores al reinado del título de Abyss, Sting parecía controlar Abyss, y le ordenó a Abyss que fuera solo al ring donde hablaría con Abyss sin que Mitchell hablara al oído de Abyss. Mitchell casi perdió el control de Abyss, sin embargo, pronto lo asustó enseñándole una prisión a Abyss. Mitchell golpeó a Abyss contra la cerca, lo abofeteó y le recordó a Abyss su pasado. Este acto le permitió a Mitchell controlar una vez más a Abyss con ambos hombres entrando en Final Resolution como una unidad, gerente y luchador, para ayudar a Abyss a defender su título contra Sting y Christian Cage. El 14 de enero de 2007, en Final Resolution, Abyss perdió su Campeonato Mundial de Peso Pesado ante Christian Cage durante una Lucha de Eliminación de Tres Vías contra Sting y Christian Cage. Abyss fue eliminado por Sting después de un Scorpion Death Drop, y luego Sting por Christian Cage. La semana siguiente, Mitchell fue luego atacado y secuestrado por Sting, quien lo arrojó al maletero de su automóvil y le dijo a Mitchell que dejara a Abyss en paz. El 25 de enero, pudo devolverle a Sting una venganza lanzando una bola de fuego directamente a la cara de Sting. La semana después de eso, le dijo a Abyss que encontrara a Sting mientras él luego entraba al ring y le dijo a Sting si aceptaría su desafío en el pago por evento Against All Odds y el 8 de febrero, aceptó. Luego fue "secuestrado" por Sting nuevamente, solo que esta vez, fue encerrado en una jaula, hasta que Abyss vino a su rescate atacando a Sting mientras Mitchell agarraba su hebilla del cinturón y estrangulaba a Sting con él. En Against All Odds el 11 de febrero, Abyss perdió ante Sting en un partido en el patio de la prisión después de que Sting lo golpeara con una bomba eléctrica contra una mesa con alambre de púas.
Posteriormente, Mitchell fue atacado por Sting después del partido, lo que le hizo sangrar mucho. Mitchell regresó a la acción en pantalla el 22 de marzo cuando subió por la rampa y distrajo a Abyss de su lucha por equipos al llevar a la madre en pantalla de Abyss al ring. Luego se reveló en una reunión con Sting y Mitchell que la madre de Abyss en realidad le había disparado a su padre, y Abyss asumió la culpa de proteger a su madre. Mitchell fue una vez más el manejador de Abyss, ya que el "Father Jim" había amenazado con denunciar a la madre de Abyss a las autoridades si Abyss no regresaba con él, después de lo cual Mitchell alió a Abyss con Team Cage.
En la edición del 19 de abril de Impact!, después de meses de abuso por parte de Mitchell, Abyss se volvió hacia Mitchell, Black Hole lo golpeó y volvió la cara. Más tarde, Mitchell pronunció un elogio para Abyss, diciendo que había pasado a cosas más grandes y mejores, e insinuando que tenía un nuevo monstruo. Este monstruo finalmente se reveló como su "hijo" Judas Mesias, quien apareció por primera vez como una mano cortando un agujero en el anillo y atravesando a Abyss. ¡Hizo su debut oficial en el Impact del 13 de septiembre!, asaltando Abyss. En la edición del 17 de enero de Impact!, Mitchell finalmente reveló el secreto que había estado amenazando con revelar durante meses: que Abyss era su hijo en la pantalla. Después de una inactividad de seis meses, TNA anunció que Mitchell fue liberado de su contrato con TNA el 7 de julio de 2008.
El 5 de julio de 2013, Mitchell hizo una aparición de una noche en TNA One Night Only Hardcore Justice, acompañando a Judas Mesias, quien enfrentó a su medio hermano y hermano completo de Abyss, Joseph Park en un partido de monstruos, que Park ganó.

### World Wrestling Entertainment (2005, 2009)
Mitchell apareció en la reunión de pago por evento ECW One Night Stand de World Wrestling Entertainment - producida por ECW One Night Stand el 12 de junio de 2005. Él y Whipwreck acompañaron a Tajiri al ring para su combate con Super Crazy y Little Guido.
Debía continuar manejando luchadores y trabajando con la versión de la WWE de Extreme Championship Wrestling después de su relanzamiento, sin embargo, nunca se firmó un contrato entre Mitchell y WWE, y dejó de hacer más apariciones en ECW.
En junio de 2009, Mitchell iba a probar para el territorio de desarrollo de la WWE, Florida Championship Wrestling, pero le dijeron que tenía que pagar $1,000 para probar y que las pruebas de mánager ya habían ocurrido en enero de 2009. 

### Regreso a Impact Wrestling (2017-2019)
Mitchell hizo su regreso a TNA, ahora Impact Wrestling, en Slammiversary XV, donde se le vio dándole a Joseph Park su máscara Abyss. Al ponerse la máscara, Park se transformó en Abyss, lo que le permitió a él y a Jeremy Borash derrotar a Josh Mathews y Scott Steiner. Después de esto, Mitchell haría apariciones esporádicas, ayudando a su hijo en la historia, incluida la invocación de Abyss en marzo de 2018 para un partido de Monster's Ball contra Kongo Kong. Mitchell luego haría apariciones recurrentes durante la disputa de la historia de Rosemary con Su Yung por el alma de Allie, apareciendo primero como el guardián del alma de Rosemary que luego sería seguida por más apariciones en febrero de 2019, dirigiendo a Su Yung, Allie y una novia no muerta contra un equipo liderado por Rosemary. Durante las grabaciones de septiembre de 2019, se vio brevemente a Mitchell tomando la boda en pantalla de Brian Cage y Melissa Santos, celebrada en un formato radicalmente acortado que incluía solo los votos y el intercambio de anillos.

### All Elite Wrestling (2021)
El 3 de febrero de 2021, Mitchell apareció en el Beach Break de All Elite Wrestling para oficiar la boda de Penelope Ford y Kip Sabian.

### National Wrestling Alliance (2021-presente)
El 30 de agosto de 2021, Mitchell apareció en el programa del NWA 73rd Anniversary Show de la National Wrestling Alliance como gerente de Judias. Desde entonces ha aparecido en NWA Powerrr junto con Judias.
Un segmento en Samhain en octubre de 2023 en el que Mitchell consumía cocaína generó controversia y según se informa, provocó tensión entre NWA y CW Network.

## Vida personal
Mientras trabajaba para TNA, Mitchell también cantó en aproximadamente diez espectáculos a la semana en centros turísticos de Florida. Su acto consistió en canciones de Frank Sinatra y Tony Bennett, además de canciones similares a The Blues Brothers y The Memphis Horns. También organizó eventos de karaoke abiertos en los complejos turísticos, semanalmente.
Mitchell aparece en la canción de Insane Clown Posse "Ride the Tempest", de su álbum The Tempest. Realiza una introducción de la canción al estilo de un barker de carnaval, con la risa característica de su truco de Sinister Minister.

## Luchadores dirigidos
- Abdullah the Butcher
- Abyss
- Allie
- Azrieal
- Balls Mahoney
- Brad Anderson
- Black Reign
- Brian Lee
- Christopher Daniels
- CM Punk
- Daffney
- Jerry Lynn
- Jessicka Havok
- Jimmy Garvin
- Judas Mesias
- Julio Dinero
- Kendo the Samurai
- Kobain
- Malice
- Max the Impaler
- Mike Awesome
- Mikey Whipwreck
- Moondog Spot
- Mortis
- Paul Orndorff
- Rellik
- Rick Michaels
- Shane Douglas
- Sinn
- Slash
- Su Yung
- Tempest
- The Iron Sheik
- Vampiro
- Wrath
- Yoshihiro Tajiri

Equipos:
- The Disciples of The New Church (2002-2003)
- Planet Jarrett (2005-2006)
- Mikey Whipwreck & Yoshihiro Tajiri (2000)